# Zahrada Květnice
Květnice je zahrada na náhorní plošině petřínského vrchu v Praze v prostoru mezi zbytky barokního opevnění a Hladovou zdí. Rozprostírá se na ploše 1600 m² v nadmořské výšce 320–325 m n. m.

## Vznik zahrady
Trvalková zahrada Květnice vznikla pod ohradní zdí petřínského parku Růžový sad v letech 1935–1937. Projekt vypracoval architekt Zdeněk Profous. Byla vytvořena na navážce na místě bývalých vojenských pozemků.

## Současnost
Květnice je nedílnou součástí Růžového sadu, ale zároveň je to samostatná zahrada. Vede do ní jenom jedna brána pokrytá vistárií.
Osazena je trvalkami a cibulovinami. Na zahradě se nachází okrasné jezírko, u kterého byly dvě bronzové plastiky Vodníka a Rusalky od sochaře Viléma Amorta. V 90. letech 20. století byla socha Rusalky odcizena. Druhá plastika byla umístěna do depozitáře Národní galerie.

## Galerie

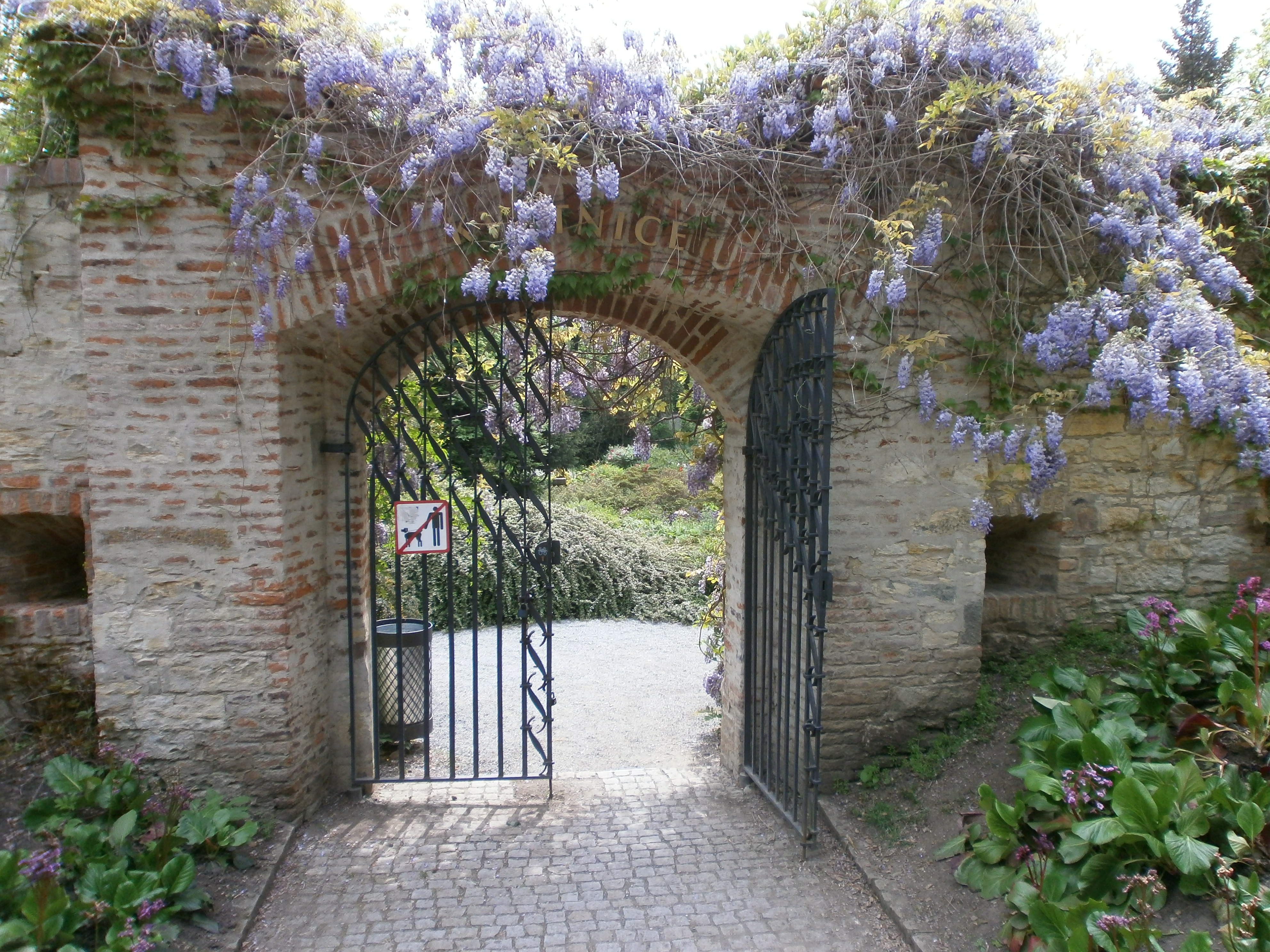
Vstup do zahrady
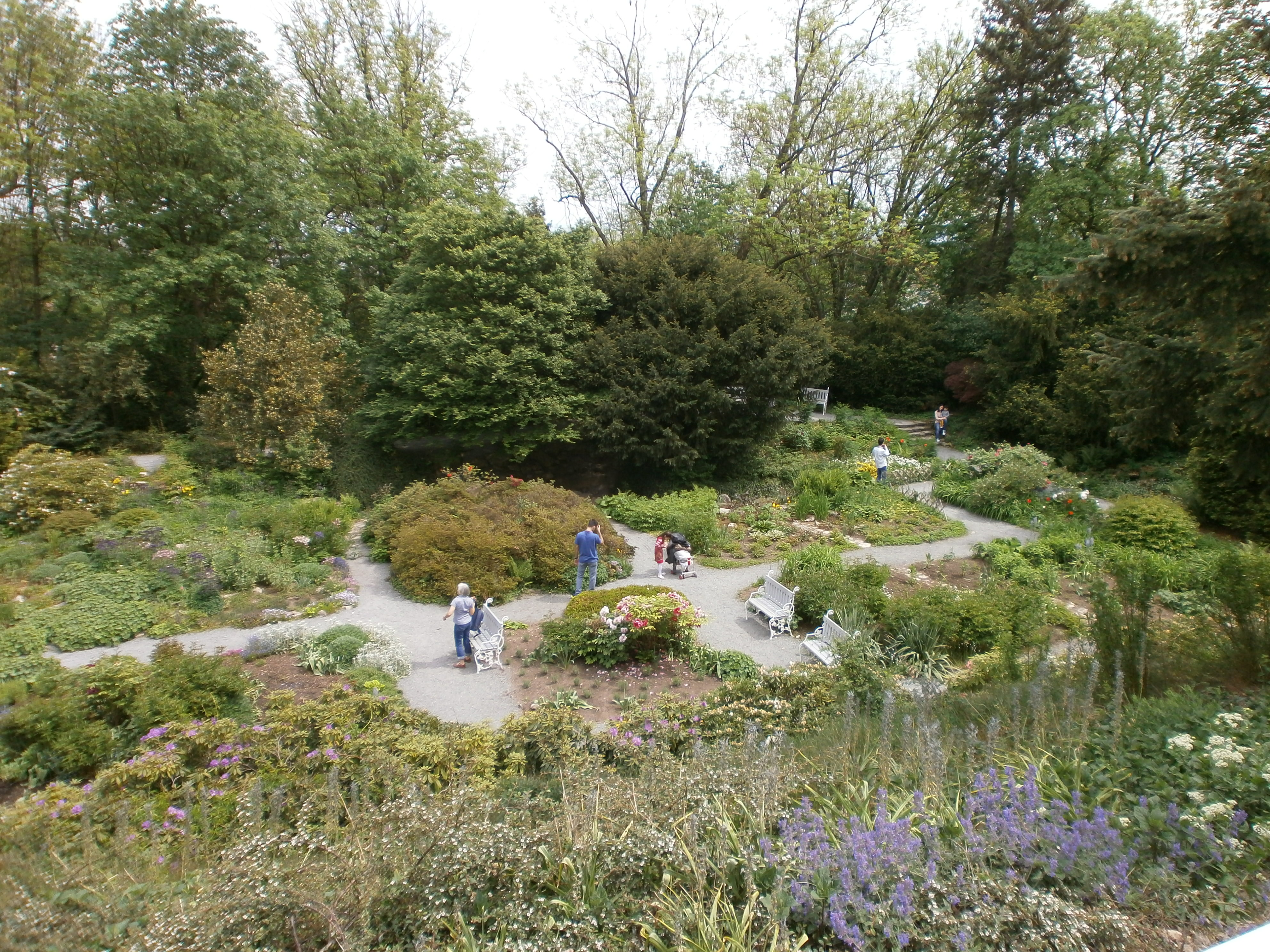
Zahrada v květnu
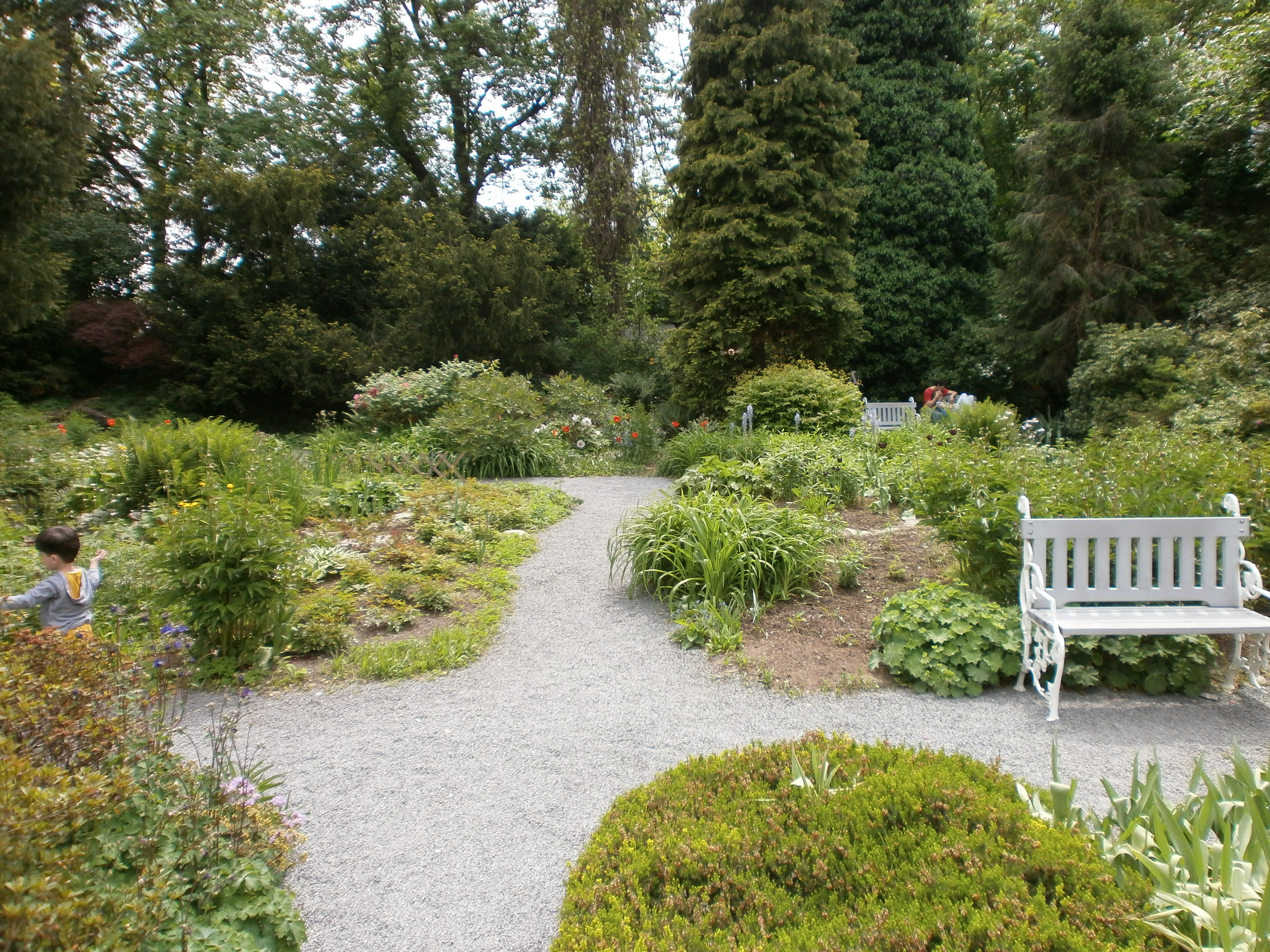
Záhony v polovině května
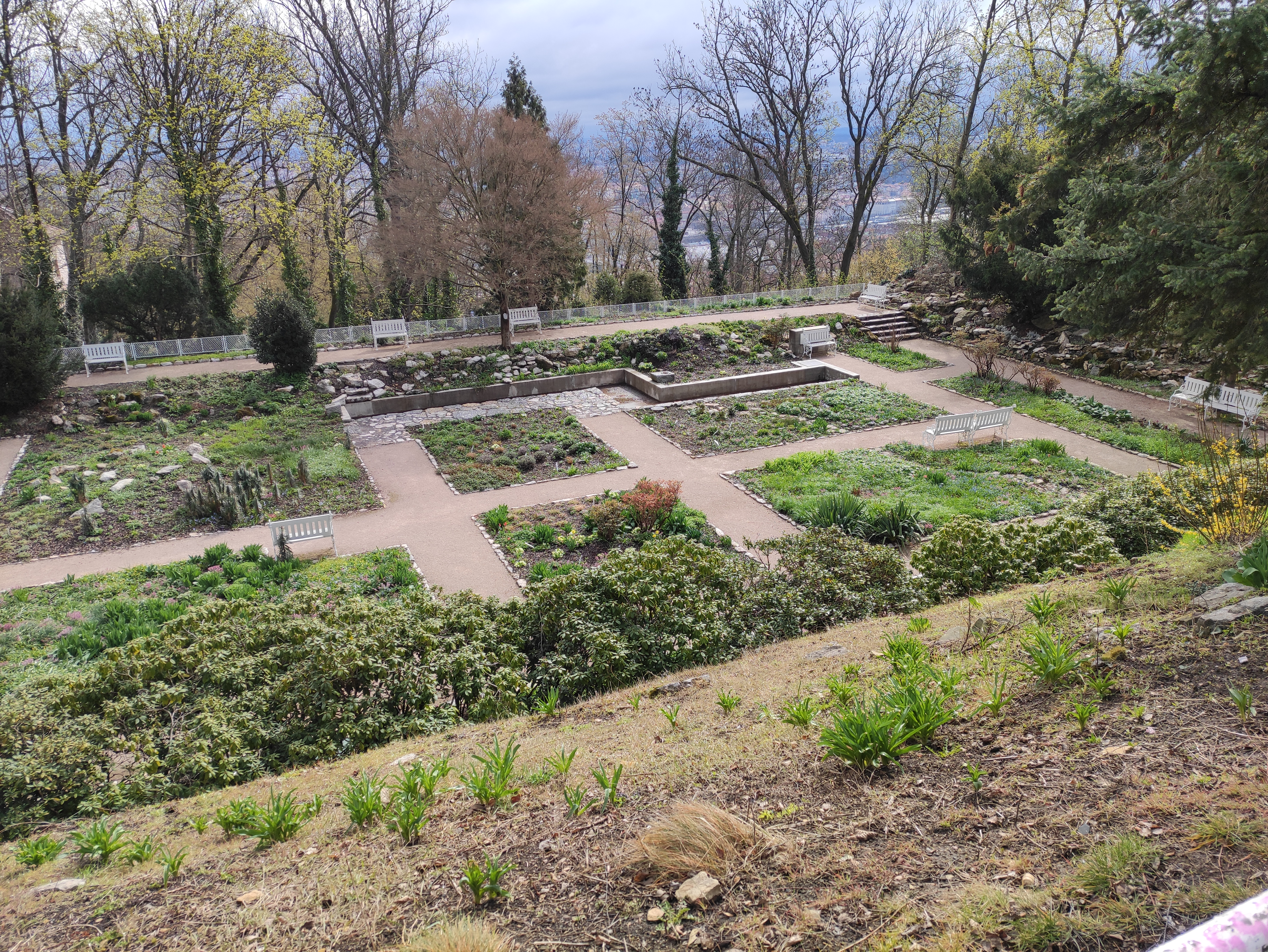
Květnice v březnu